# Kimi wa Hōkago Insomunia
Insomniacs After School (君は放課後インソムニア, Kimi wa Hōkago Insomunia) é uma série de manga japonesa escrita e ilustrada por Makoto Ojiro. É serializado na revista de mangá seinen da Shogakukan, Weekly Big Comic Spirits, desde maio de 2019. Uma adaptação para anime da Liden Films está programada para estrear em abril de 2023. Uma adaptação para filme live-action também está programada para estrear em junho de 2023.

## Trama
Na pequena cidade de Nanao, o insone Ganta Nakami tenta tirar uma soneca no observatório astronômico abandonado de sua escola. Lá ele se depara com uma garota sociável e despreocupada chamada Isaki Magari, que tem o mesmo problema. Os dois formam uma estranha amizade e restabelecem o extinto clube de astronomia de sua escola.

## Meios de comunicação

### Mangá
Escrito e ilustrado por Makoto Ojiro, Insomniacs After School começou na revista de mangá seinen da Shogakukan Weekly Big Comic Spirits em 20 de maio de 2019. A Shogakukan reuniu seus capítulos em volumes tankōbon individuais. O primeiro volume foi lançado em 12 de setembro de 2019. Em 12 de outubro de 2023, catorze volumes foram lançados.
Em junho de 2022, a Viz Media anunciou que licenciou a série para publicação em inglês. Na França, o mangá foi licenciado pela Soleil Manga.

### Anime
Em janeiro de 2022, uma adaptação para anime da série de televisão foi anunciada. A série é produzida pela Liden Films e dirigida por Yūki Ikeda, com roteiros escritos por Rintarō Ikeda, designs de personagens feitos por Yuki Fukuda e música composta por Yuki Hayashi . Está programado para estrear em abril de 2023 na TV Tokyo e outros canais.

### Filme
Em janeiro de 2022, uma adaptação para o cinema live-action foi anunciada. O filme é dirigido por Chihiro Ikeda, produzido pela United Productions através da A24, e distribuído pela Pony Canyon. O filme vai estrear em junho de 2023.